# Домбрувка-Варшавська
Домбрувка-Варшавська (пол. Dąbrówka Warszawska) — село в Польщі, у гміні Вежбиця Радомського повіту Мазовецького воєводства.
Населення — 640 осіб (2011).

## Демографія
Демографічна структура станом на 31 березня 2011 року:
|          | Загалом | Допрацездатний вік | Працездатний вік | Постпрацездатний вік |
| -------- | ------- | ------------------ | ---------------- | -------------------- |
| Чоловіки | 308     | 66                 | 218              | 24                   |
| Жінки    | 332     | 68                 | 191              | 73                   |
| Разом    | 640     | 134                | 409              | 97                   |